# 電路分析
電路分析（英語：Circuit analysis），是分析在電路中的流經各電子元件的電流與其兩端的電壓的一套計算的技術與相關理論。
在大專院校的電機或電子科系，則為「工程電路分析（Engineering Circuit Analysis）」課程。

## 电流与电阻
一般将正电荷运动方向或负电荷运动的反方向为电流的实际方向，但是在电路分析中难以事先判断实际方向，故任意选定一方向为参考方向，实际方向与参考方向一致时电流为正值，相反时为负值。在参考方向选定后，电流值才有正、负之分。
电压和电动势都是标量，但在分析电路中规定了他们的方向。电压方向规定为从高电位端指向低电位端。
电源电动势规定为电源内部由低电位端指向高电位端。

## 电路分析基本原理

### 欧姆定律
线性组件（如电阻）两端的电压，等于组件的阻值和流过组件的电流的乘积。

### 基尔霍夫电流定律
基尔霍夫电流定律应用于节点，在任一瞬间，流入一节点的电流总和等于流出电流的总和。

### 基尔霍夫电压定律
基尔霍夫电压定律适用于回路，从回路任一点出发，沿回路一周，这个方向电位降之和等于电位升之和。

## 电路分析基本方法

### 叠加定理
对于线性电路，任何一条支路中的电流都可以看成电路中各个电源分别作用时在此支路所产生电流的代数和。

### 两种电源模型的等效变换
电压源模型：用理想电压源与电阻串联的电路模型。
电流源模型：用理想电压源与电阻并联的电源模型。
两种电源模型对外电路是等效的，可以进行等效变换，等效变换条件为{\displaystyle I_{S}={E \over R_{0}}}或{\displaystyle E=I_{S}R_{0}}。对于电源内部则是不等效的。

### 戴维宁定理
如果只需计算复杂电流中的一个支路电流，可以将这个支路划出，并将其他电路视为一个有源二端网络。

## 電阻電路

### 電路分析技巧

#### 等效電路轉換
- 戴維寧等效電路
- 諾頓等效電路
- 電壓源與電流源互換
- Y形電路與Δ電路的阻抗等值互換

## 弦波分析

### 相量概念
相量（英语：phasor）是振幅（A）、相位（θ）和频率（ω）均为非时变的正弦波的一个复数，是更一般的概念解析表示法的一个特例。 而将正弦信号用复数表示后进行电路分析的方法称为相量法，而在相量图中利用向量表示正弦交流电的图解法称为向量图法。

### 交流電路功率分析
- 瞬間功率
- 平均功率
- 電流與電壓的有效值
- 視在功率與功率因素
- 複數功率

## 信號分析

### 拉氏轉換
| 負載種類 | S域                                  | 交流電 (穩態)                                      | 直流電                        |
| -------- | ------------------------------------ | -------------------------------------------------- | ----------------------------- |
| 電阻     | {\displaystyle Z(s)=R\,\!}           | {\displaystyle Z(j\omega )=R\,\!}                  | {\displaystyle Z=R\,\!}       |
| 電容     | {\displaystyle Z(s)={\frac {1}{sC}}} | {\displaystyle Z(j\omega )={\frac {1}{j\omega C}}} | {\displaystyle Z=\infty \,\!} |
| 電感     | {\displaystyle Z(s)=sL\,}            | {\displaystyle Z(j\omega )=j\omega L\,\!}          | {\displaystyle Z=0\,\!}       |

## 相關數學
- 行列式
- 矩阵
- 複數